# Havsalat
Havsalat (Ulva lactuca) er en alge med typisk 8-15 centimeter lange lysegrønne salatlignende blade. Dog kan denne alge under perfekte forhold blive over 8 meter lang; dette viste sig for første gang[kilde mangler] i efteråret 2019, hvor et dansk tangfirma flere gange i løbet af et par uger[kilde mangler] lokaliserede sådanne kæmpe blade i Isefjorden.
Havsalat vokser langs over hele danmark, men trives bedst i områder med lavt saltindhold. Den har et højt indhold af organisk bundet jod og jern, og den bruges frisk i salat eller koges med andre grøntsager.